# Мать Дэвида (фильм)
«Мать Дэвида» — телефильм. Экранизация произведения, автор которого — Боб Рэндл.

## Сюжет
Дэвид — болен с детства. Практически с самого рождения. Мать никуда не отпускала его, как только обнаружились признаки его заболевания. И он не ходил в школу. Не ходил гулять со своими ровесниками. Не ходил по магазинам. Повсюду только вместе с мамой. Она не смогла удержать мужа, который ушёл к другой женщине, но на самом деле готов был уйти куда угодно, лишь бы не видеть страдания собственного отпрыска. Она не смогла удержать в доме родную дочь.
Но однажды состоялось знакомство не очень заметно, но всё-таки стареющей женщины с вдовцом, который также не сильно жаждал ставить крест на своих взаимоотношениях с женщинами. Он любил свою скончавшуюся супругу, однако это не помешало ему понять, что, если хочешь понравиться женщине, то сумей найти общий язык с её детьми. И он не стал относиться к Дэвиду как к безнадежно больному ребёнку…